# Порок (фильм)
«Порок» (англ. Frailty) — фильм-триллер режиссёра Билла Пэкстона, снятый в 2001 году.

## Сюжет
ФБР занимается поисками некоего маньяка, известного под прозвищем «Рука Бога». Однажды к агенту Уэсли Дойлу приходит некий человек, называющий себя Фэнтон Мейкс. Он рассказывает жуткую историю своей семьи.
1979 год. В одном американском городке за городским розарием живёт дружная семья Мейксов: отец-вдовец и два сына-школьника Фэнтон и Адам. Старший Мейкс много работает, заботится о сыновьях, очень религиозен, но однажды у него возникает видение — он вместе с сыновьями должен начать убивать демонов, вселившихся в людей. Младший сын Адам спокойно воспринимает вести об этом, а вот старший Фэнтон отнюдь не в восторге от этого. Однажды отец привозит домой первую жертву, убивает её на глазах детей, а затем хоронит в розарии. Затем вторую… В этот раз Фэнтон идёт на открытый конфликт с отцом, после чего тот заставляет мальчика копать глубокий подвал, который затем будет приспособлен под подземную тюрьму. После завершения работ мальчик пытается бежать, но его возвращают домой.
Отец запирает мальчика в подвале до раскаяния, однако Фэнтон отказывается это сделать. Старший Мейкс вытаскивает его только когда мальчик находится на грани смерти. Ребёнок сообщает отцу, что видел Бога. Однако когда семейство идёт на дело, Фэнтон убивает отца. Детей отправляют по приютам.
Агент ФБР приезжает со своим посетителем в тот самый розарий, чтобы проверить рассказ. Здесь выясняется, что незнакомец на самом деле — Адам Мейкс, который должен выполнить миссию — убить Дойла, который когда-то зарезал свою мать. Также выясняется, что на самом деле жертвы старшего Мейкса в действительности были преступниками. Теперь младший сын продолжает миссию отца.

## В ролях
| Актёр                | Роль                 |
| -------------------- | -------------------- |
| Билл Пэкстон         | старший Мэйкс        |
| Мэттью Макконахи     | Адам Мейкс           |
| Пауэрс Бут           | агент ФБР Уэсли Дойл |
| Мэтью О’Лири         | Фэнтон в юности      |
| Джереми Самптер      | Адам в юности        |
| Люк Аскью            | шериф Смолс          |
| Леви Крайс           | Фейтон Мейкс         |
| Дерк Читвуд          | агент Гриффин Халл   |
| Мисси Крайдер        | Бекки Мейкс          |
| Алан Дэвидсон        | Бред Уайт            |
| Синтия Эттинджер     | Синтия Харбридж      |
| Винсент Чейз         | Эдвард Марч          |
| Гвен МакГи           | оператор             |
| Эдмонд Скотт Рэтлифф | ангел                |
| Ребекка Тилни        | учительница          |

## Производство
В октябре 2000 года было объявлено, что Lions Gate Films полностью профинансирует режиссёрский дебют Билла Пакстона. В какой-то момент планировалось, что фильм спродюсирует Atlantic Streamline, но нежелание Atlantic обрабатывать внутренние права в дополнение к иностранным привело к тому, что сделка так и не состоялась.

## Награды
- 2003 — номинации на премию Сатурн в категориях:
  - лучший режиссёр
  - лучший фильм ужасов
  - лучший сценарий
  - лучшая детская роль
- 2003 — премия Брэма Стокера за лучший сценарий
- 2003 — премия International Horror Guild за лучший фильм

## Критика
Фильм получил в целом положительные отзывы: его рейтинг на сайте Rotten Tomatoes составляет 75 %, основываясь на 155 обзорах. Кинокритик Роджер Эберт из Chicago Sun-Times оценил картину в 4 звезды из 4 и назвал её «выдающейся работой», отметив многослойность сюжета. Среди негативных отзывов — рецензия Нелла Майноу из Common Sense Media, который счел, что в фильме эксплуатируется тема насилия в семейных отношениях.